# アジア放送研究会
アジア放送研究会（アジアほうそうけんきゅうかい）とは、日本のBCL愛好会である。

## 概要
1979年に設立された。2008年に山下透（放送研究家）が会長に就任する。
活動内容は、極東アジア（日本・大韓民国・朝鮮民主主義人民共和国・中華人民共和国<香港・マカオを含む>、中華民国<台湾>、モンゴル）の放送、並びにそれらの国の言語を使って国際放送、地下放送を行う放送局を対象として、それらの放送番組の研究と、放送水準・知識水準の向上を念頭に活動する。
これらの放送研究成果は大学のその国政についての研究者をはじめ、政府、マスコミ関係者にも提供されると共に、テレビの番組（特に報道・情報系）のインタビューにも応じたりしている。会員は原則としてアジア各国の放送や国政事情に詳しい者が対象で、一般のリスナーへの会員募集は行っていないが、会報の「アジア放送研究月報」は、一般向けにも有料（年間購読のみ）で頒布されている。また年1回（概ね8月）に、「近隣諸国放送研究フォーラム」と題した研究発表のディスカッションがあり、こちらも一般リスナーの参加（有料・事前申し込み）が行われ、このフォーラムに参加したリスナーについては、アジア放送研究会の入会案内が配られる（会員への参加は任意）。
なお、大韓民国・済州島にある「FEBC済州極東放送」の前身である「亜細亜放送」とは関連は一切ない。

## 関連団体
- 日本BCL連盟
- 日本短波クラブ